# Syrtenmeer
Syrtenmeer (auch Syrtis genannt) ist eine ausgedehnte Meeresregion im südlichen Mittelmeer, die sich entlang der Küsten von Libyen und der südöstlichen Küste von Tunesien erstreckt. Das Syrtenmeer umfasst sowohl die Große Syrte als auch die Kleine Syrte und grenzt im Nordwesten an das Sizilische Meer (auch als Afrikanisches Meer bezeichnet), im Nordosten an das Ionische Meer und im Osten an das Libysche Meer.

## Geographie
Das Syrtenmeer erstreckt sich entlang der nordafrikanischen Küste und umfasst zwei bedeutende Buchten:
- Große Syrte (auch Gulf von Sidra) – eine weitläufige Bucht im westlichen Teil des Syrtenmeeres, die sich zwischen der Region um Misrata und der Umgebung von Bengasi erstreckt und für ihre flachen Gewässer und Sandbänke bekannt ist. Der südlichste Punkt des Mittelmeers befindet sich in der Großen Syrte.
- Golf von Gabès, früher auch bezeichnet als Kleine Syrte[1][2], ist eine flachere Meeresbucht, die sich weiter westlich an die südöstliche Küste von Tunesien anschließt und aufgrund ihrer ökologischen Bedeutung ein wichtiges Fischfanggebiet darstellt.

Das Syrtenmeer ist durch seine geographischen Merkmale gekennzeichnet, darunter zahlreiche Untiefen, Sandbänke und flache Gewässer, die in der Vergangenheit eine Gefahr für die Schifffahrt darstellten.

### Grenzregionen
Im Nordwesten grenzt das Syrtenmeer an das Sizilische Meer (auch als Afrikanisches Meer bezeichnet), das die Meeresregion zwischen den Küsten von Tunesien, Sizilien und Malta umfasst und die Verbindung zum westlichen Mittelmeer bildet. Im Nordosten grenzt es an das Ionische Meer, das zwischen der Südküste Italiens und der westlichen Küste Griechenlands liegt. Im Osten grenzt das Syrtenmeer an das Libysche Meer.

### Inseln
In der Region des Syrtenmeeres befinden sich folgende Inseln:
- Djerba – Die größte Insel von Tunesien, die im Westen des Syrtenmeeres liegt. Djerba ist für ihre historischen und touristischen Sehenswürdigkeiten bekannt und stellt einen wichtigen Teil der Meeresregion dar.
- Kerkenna-Inseln – Diese Inseln gehören geografisch zur Übergangsregion zwischen dem Syrtenmeer und anderen angrenzenden Meeresgebieten. Sie werden jedoch gelegentlich auch dem Syrtenmeer zugerechnet, da der südlichste Teil der Inseln näher am Syrtenmeer liegt.

## Wirtschaftliche Bedeutung
Das Syrtenmeer ist von großer wirtschaftlicher Bedeutung für die angrenzenden Staaten. Besonders die Große Syrte, bekannt für ihre offshore Erdölfelder Bouri Field und Abu Attifel Field, ist eine wichtige Einnahmequelle für Libyen. Auch die flachen Gewässer der Kleinen Syrte sind von wirtschaftlicher Bedeutung, vor allem für die Fischerei und die biologische Vielfalt. Diese Region bietet eine Grundlage für die lokale Wirtschaft sowohl in Libyen als auch in Tunesien.

## Politische Bedeutung
Das Syrtenmeer war im 20. Jahrhundert ein politisches Brennpunktgebiet, insbesondere in den 1980er-Jahren, als Libyen das gesamte Syrtenmeer als Teil seiner Hoheitsgewässer beanspruchte. Dies führte zu internationalen Spannungen, insbesondere mit den USA und anderen westlichen Staaten, die das Recht auf freie Schifffahrt verteidigten. Es kam zu mehreren militärischen Zwischenfällen, darunter der „Golf von Sidra-Zwischenfall“ 1981.

## Herkunft des Namens
Syrte, arabisch sert, bezieht sich auf die zahlreichen Untiefen und Sandbänke, die die Region prägen und die Schifffahrt gefährdeten. Der Name stammt vom griechischen Wort Syrtis (Σύρτις), was „Sandbank im Meer“ bedeutet. In der antiken Literatur werden die beiden Buchten als Syrtis maior und Syrtis minor bezeichnet.